# Thimo Willems
Thimo Willems (ur. 9 lutego 1996 w Jette) – belgijski kolarz szosowy.

## Osiągnięcia
Opracowano na podstawie:

2013
- 1. miejsce w klasyfikacji młodzieżowej Driedaagse van Axel
- 2. miejsce w Keizer der Juniores

2014
- 1. miejsce na 3. etapie Driedaagse van Axel

2018
- 2. miejsce w Grand Prix des Marbriers

2019
- 1. miejsce w klasyfikacji górskiej Presidential Cycling Tour of Turkey
- 3. miejsce w Internationale Wielertrofee Jong Maar Moedig

2022
- 3. miejsce w Grand Prix Criquielion
- 2. miejsce w Brussels Cycling Classic

## Rankingi
| Rok             | 2018  | 2019  | 2020  | 2021 | 2022 | 2023 | 2024  |
| --------------- | ----- | ----- | ----- | ---- | ---- | ---- | ----- |
| World Ranking   | 1568. | 1295. | 1583. | 710. | 382. | 862. | 1154. |
| UCI Europe Tour | 1001. | 894.  | 1177. | 556. | 308. | -    | -     |
|                 |       |       |       |      |      |      |       |
| Źródło: UCI     |       |       |       |      |      |      |       |